# Zdenčac
Zdenčac is een plaats in de gemeente Garešnica in de Kroatische provincie Bjelovar-Bilogora. De plaats telt 495 inwoners (2001).